# (385527) 2004 OK14
(385527) 2004 OK14, também escrito como (385527) 2004 OK14, é um objeto transnetuniano que está localizado no cinturão de Kuiper, uma região do Sistema Solar. Este corpo celeste está numa ressonância orbital de 4:7 com o planeta Netuno. Ele possui uma magnitude absoluta de 7,6 e tem um diâmetro estimado com cerca de 133 km.

## Descoberta
(385527) 2004 OK14 foi descoberto no dia 17 de julho de 2004 pelo astrônomo Marc W. Buie.

## Órbita
A órbita de (385527) 2004 OK14 tem uma excentricidade de 0,240 e possui um semieixo maior de 43,606 UA. O seu periélio leva o mesmo a uma distância de 33,131 UA em relação ao Sol e seu afélio a 54,081 UA.